# 가오수향

가오수 향의 위치

가오수향(한국어: 고수향, 중국어: 高樹鄉, 병음: Gāoshù Xiāng)은 중화민국 핑둥 현의 향이다. 넓이는 90.1522km2이고, 인구는 2015년 8월 기준으로 25,221명이다.

## 지리
가오수 향은 핑둥 현 북부에 위치하고, 북쪽은 가오슝 현 류구이 향, 마오린 향과 동쪽은 싼지먼 향과 서쪽은 리강 향과 서북쪽은 가오슝 현 메이눙 진과 남쪽은 옌푸 향과 각각 접하고 있다. 핑둥 평원 북동부에 위치하고, 난터우의 구릉지대를 제외하고는 가오핑시(高屏渓)의 본류 및 지류에 의한 충적 평원으로 구성되어 지세는 평탄하다. 연평균 기온은 28°C, 연 강수량은 2,500mm이다.

## 역사
가오수 향은 옛날에는 원주민인 파이완족, 평포족의 거주지였다. 1737년경부터 복건, 광동에서 객가 이민이 이곳으로 이주 해, 취락을 형성함과 동시에, 취락의 중심으로서 동진관(東振館)을 건축한 것으로부터 동진신장(東振新庄)으로 불렸고, 또 취락에 목면수가 우뚝 솟아 있던 것에서 고수하장(高樹下庄)으로도 불리게 되었다. 1920년의 타이완 지방제 개편 때 이곳에 다카키 장(高樹庄)이 설치되어 다카오 주 헤이토 군의 관내가 되었다. 전후에는 가오슝 현 가오수 향이었지만, 1950년에 핑둥 현 귀속으로 개편되어 현재에 이른다.